# Agulla de Buffon

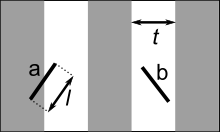
L'agulla A està creuant la línia mentre que l'agulla B no.

L'agulla de Buffon és un clàssic problema de càlcul de probabilitat, de fàcil realització pràctica, per trobar el nombre π pi. El seu interès rau en el fet que és un mètode senzill per anar aproximant el valor del nombre π a partir de successius intents. Va ser plantejat pel naturalista francès Buffon el 1733 i reproduït per ell mateix ja resolt el 1777.
Es tracta de llançar aleatòriament una agulla de longitud L sobre un paper en el qual s'han traçat rectes paral·leles distanciades entre si de manera uniforme. Es pot demostrar que, quan la distància entre línies és L, la probabilitat que l'agulla talli alguna de les línies és {\displaystyle 2/\pi }.
D'aquesta manera:
{\displaystyle \pi ={\frac {2N}{A}}}
on N és el nombre total d'intents i A el nombre de vegades que l'agulla ha tallat alguna línia.
Si l'agulla és més curta que la distància entre les rectes la probabilitat disminueix proporcionalment al quocient entre la longitud de l'agulla i la distància entre les rectes, prenent el valor {\displaystyle 2L/(D\pi )} on L és la longitud de l'agulla i D la interdistància entre les rectes.
En aquest cas:
{\displaystyle \pi ={\frac {2NL}{AN}}}
La tercera situació, en què la longitud de l'agulla L és més gran que la distància entre les rectes porta a un resultat bastant més complicat.
Una generalització òbvia d'aquest problema és el problema de l'Agulla de Buffon-Laplace, on l'agulla, en comptes de llançar-se sobre un paper ratllat, es llança sobre una quadrícula. Es diu de Buffon-Laplace perquè encara que Buffon ho va resoldre també el 1777, la seva solució contenia un error. Va ser corregit per Laplace en 1812.

## Solució

### Plantejament
El plantejament matemàtic d'aquest problema és:
Sigui una agulla de longitud {\displaystyle \ell } llançada sobre un pla segmentat per línies paral·leles separades {\displaystyle t\,} unitats (vegeu imatge). Quina és la probabilitat que l'agulla  talli  alguna línia?

### Supòsits
Sigui {\displaystyle x} la distància entre el centre de l'agulla i la línia més propera, {\displaystyle x\in [0,t/2]}, i sigui {\displaystyle \theta } l'angle entre l'agulla i les línies, {\displaystyle \theta \in [0,\pi /2]}. També és important fer veure que aquesta solució és per al cas quan {\displaystyle t\geq \ell } (les agulles mesuren al més la distància entre les línies).

### Solució
La variable aleatòria {\displaystyle x} senyal es distribueix uniformement (de forma contínua) entre el 0 i {\displaystyle t/2}, pel que la seva funció de densitat de probabilitat és:
{\displaystyle F_{X}(x)={\frac {2}{t}}\,dx.}
Per la seva banda, la variable aleatòria {\displaystyle \theta }, igual que {\displaystyle x} es distribueix uniformement entre 0 i {\displaystyle \pi /2}, que fa que el seu funció de densitat de probabilitat és:
{\displaystyle F_{\Theta }(\theta )={\frac {2}{\pi }}\,d\theta .}
En ser {\displaystyle x} i {\displaystyle \theta } variables aleatòries independents, la funció conjunta de densitat és simplement el producte de totes dues:
{\displaystyle F_{X,\Theta }(x,\theta )={\frac {4}{t\pi }}\,dx\,d\theta .}
La condició perquè una agulla talli una línia és:
{\displaystyle X\leq {\frac {\ell }{2}}\,\sin \theta .}
Ara busquem la funció de probabilitat d'aquest problema, la qual s'obté integrant per a les dues variables la funció de densitat, la qual cosa és:
{\displaystyle \int _{\theta =0}^{\frac {\pi }{2}}\int _{x=0}^{(\ell /2)\sin \theta }{\frac {4}{t\pi }}\,dx\,d\theta ={\frac {2\ell }{t\pi }}.}
Si es llancen {\displaystyle n} agulles i {\displaystyle h} tallen alguna línia, hem de:
{\displaystyle {\frac {h}{n}}={\frac {2\ell }{t\pi }}.}
D'on aclarint {\displaystyle \pi }, tenim:
{\displaystyle \Pi ={\frac {2n\ell }{ht}}.}

## Nota
1. ↑  Martin Aigner; Günter M. Ziegler & Karl H. Hofmann. Proofs from the Book.  Springer, 15 desembre 2009, p. 155–. ISBN 9783642008559 [Consulta: 17 abril 2011].